# Dmitrij Sidor
Dmitrij Sidor (* 29. březen 1955 Lecovica) je protojerejem ukrajinské pravoslavné církve[zdroj⁠?!], slouží v Chrámu Krista Spasitele ve městě Užhorod. Jeho rodištěm je obec Lecovica v okrese Mukačevo v Zakarpatské oblasti.
Od roku 2007 je předsedou Svazu podkarpatských Rusínů, který usiluje o ochranu jejich práv. Je poslancem Zakarpatského oblastního sovětu.

## Životopis
Narodil se v rodině kněze. V roce 1971 dokončil střední školu v obci Činaďovo v Mukačevském okresu. Mezi lety 1971 - 1976 studoval na Užhorodské národní universitě. Dále v letech 1976–1981 studoval na Moskevské duchovní akademii, kterou absolvoval s titulem v teologii.
Od roku 2002 je náměstkem Zakarpatské Regionální rady.

## Služba
Od roku je 1982 knězem v Perečíně v Zakarpatské oblasti. V letech 1990 - 1992 byl provostem Mukačevské řeckokatolické eparchie. Od roku 1991 je protojerejem Chrámu Krista Spasitele v Užhorodě. Chrám byl postaven v roce 1990 poté, co byla bývalá Katedrála Svatého Kříže v Užhorodě navrácena Mukačevské řeckokatolické eparchii. Dimitry Sidor byl v čele stavby nového chrámu, který byl vysvěcen v roce 2000 a má více než dva tisíce věřících.
Sidor získal nejvyšší církevní ocenění «Орден 2000 Рождества Иисуса Христа».

## Kulturní a vzdělávací aktivity
Od roku 1996 - předseda Spolku Zakarpatské společnosti Podkarpatorusínského spolku Cyrila a Metoděje. President cyrilometodějské akademie pro vzdělání (rusínská pobočka).
Editor magazínu «Християнська родина»
V roce 1998 založil v katedrále Krista Spasitele v Užhorodu museum ikon a knih.
Od roku 1999 - duchovní Zakarpatské společnosti pravoslavné mládeže Mojžíše Uherského.
Člen Svazu novinářů Ukrajiny.

## Vědecké a vzdělávací aktivity
Autor více než 200 článků z historie Podkarpatské (rusínské) autonomní pravoslavné církve srbského patriarchátu (1921-1945.), také svatořečení svatého Karpatorusína (Alexandr Ivanovič Kabaliuk), ekolog karpatských Rusínů, zastánce práv Zakarpatí na kulturní autonomii.
Spoluautor Rusínsko-ukrajinsko-ruského slovníku, autor «Грамматика русинского языка» (Gramatika rusínského jazyka).
Člen vědecké konference pod záštitou Rady Evropy v Innsbrucku (Rakousko), konferencí a seminářů v Kodani (Dánsko) a Unie národnostních menšin v Evropě (Flensburg, Německo).

## Svaz Podkarpatských Rusínů
Je jedním z iniciátorů zastupitelstva nevládních podkarpatorusínských organizací v Zakarpatí - Svazu podkarpatských Rusínů. Od roku 2007 je vedoucím svazu.
Organizátor více než tuctu vědeckých konferencí o Rusínech, V. Světového kongresu rusínů v Užhorodu (1999) a Všeslovanského sjezdu z května 2002.
Podle ukrajinských médií Svaz Podkarpatských Rusínů obdržel finanční prostředky pro podporu a rozvoj rusínských a ruských nedělních škol na Zakarpatí, zřízených vládou Ruské federace v nadačním fondu "Русский мир"; v červnu 2011, na mimořádném zasedání vedoucích představitelů mládežnických organizací Rusínů z 10 zemí a kvalifikovaného svazu bylo naznačeno, že svaz je kvůli některým zrádcům v řadách členů zpolitizovaný a slouží pouze jako "loutka v rukou imperialistických tajných služeb Ruské federace a Spojených států ".
29. října 2008 byli Sidor a Eugene Župan vyslýcháni jako svědci tajnou službou Ukrajiny SBU v Zakarpatské oblasti, v souvislosti s otevřením případu kriminálního činu v červnu téhož roku pro kriminální čin porušení územní celistvosti Ukrajiny (část 2 článek. 110 trestního zákona Ukrajiny). Případ byl otevřen poté, co se 7. června 2008, v Mukačevu, na I. Evropském kongresu karpatských Rusínů bylo dojednáno a byl uznán zvláštní status obnovení Zakarpatí jako zvláštního samosprávného "území Rusínů na jih od Karpat" s ústavním názvem "Podkarpatská Rus".

## Státní zastupitelství a soud
Dne 05.12.2008 byl proti Sidorovi, na základě obvinění, zahájen u soudu pro Zakarpatskou oblast v Užhorodu soudní proces.
19. března 2012 jej Odvolací soud Zakarpatské oblasti shledal vinným z porušení zachování územní celistvosti Ukrajiny (část 1 článek. 110 trestního zákoníku Ukrajiny) a byl odsouzen ke třem letům odnětí svobody s podmíněným trestem dvou let.